# Krysař (muzikál)
Krysař je český muzikál napsaný v roce 1996 Danielem Landou, na motivy novely Viktora Dyka, inspirované německou pověstí ze třináctého století. Režie se ujala Mirjam Landa.
Premiéru měl muzikál v divadle Ta Fantastika 7. listopadu 1996. Dne 6. března 2001 se hrála 100. repríza v divadle Kalich a v roce 2008 bylo odehráno dalších několik repríz v témž divadle.
Dirty muzikál Daniela Landy Krysař se 7.9 2017 vrátil na jeviště Divadla Kalich v novém hereckém obsazení a s novou výpravou i choreografií. Krysař je řazen mezi nejúspěšnější původní české muzikály všech dob. Původní pražská inscenace muzikálového příběhu tajemného muže v kápi a s píšťalou měla přes úctyhodných sedm stovek repríz. Zhlédlo je bezmála půl milionu diváků. Premiéra se uskutečnila v listopadu roku 1996. Ještě téhož měsíce vyšla alba Krysař I a Krysař II, jež záhy byla oceněna Zlatou deskou. Dodnes platí za jednu z nejprodávanějších muzikálových nahrávek na tuzemském hudebním trhu. Když tedy Krysař opouštěl Prahu, aby vzápětí sklízel ovace v zahraničí, odcházel jako kultovní představení se širokou základnou věrných diváků.
Stejnou diváckou odezvu jako v Praze vyvolaly i inscenace Krysaře na Slovensku či v Rakousku. Slovenská premiéra se uskutečnila 8. a 9. října roku 1999 na Nové scéně v Bratislavě, dirty muzikál se též uváděl v Prešově. Na Slovensku si Krysař připsal na svůj účet dalších sto šedesát repríz. V létě 2001 se Krysař představil rakouským divákům na scéně v Klagenfurtu, pro rakouskou inscenaci připsal Daniel Landa roli Sluhy. Divadlo Kalich přišlo s novým nastudováním v březnu 2002.  Kritika se předháněla v superlativech a diváci se nechtěli „svého" Krysaře vzdát ani po odehrání původně ohlášené stovky repríz. Dnes má muzikál na svém kontě více než 1000 repríz.

## Kontroverze
Podle kritika Jiřího Peňáse dodal Landa krysařskému námětu nepokrytě antisemitský, xenofobní rozměr, spekuluje, zda inspirací nebyl též „historický“ román Nepřítel z Atlantidy od Alexeje Pludka.

## Soundtrack
Vyšel na dvou zlatých CD :

### První CD
- Prolog [1:37]
- Rybáři [1:37]
- Aj, aj, aj! [2:45]
- Město usíná [0:46]
- Pohovor [2:09]
- Život je kámoš [2:18]
- Zhnusení [3:20]
- Nenávistná I. [3:15]
- Zítra [2:14]
- Svatba [2:54]
- Temný stín [3:16]
- Hádka sester [2:32]
- Krysařova zpověď [2:16]
- Agnes a Krysař [3:43]
- Opilecká [1:48]
- Požehnání [2:41]
- Udeří-li bouře [3:35]
- Zabití krys [1:25]
- Lakomá [2:28]
- Vrátím se! [1:13]

### Druhé CD
- Sestry [2:38]
- Dechovka [2:53]
- Vypravěčská [1:51]
- Sen [4:37]
- Varování [1:16]
- Plán vraždy [2:17]
- Krysař a Osud [4:35]
- Zvrácená touha [2:35]
- Sbohem [1:28]
- Vrazi [2:10]
- Vřed [2:01]
- Strach [1:53]
- Právo je síla [4:45]
- Melodie smrti [2:21]
- Rózi [1:32]
- Poslední setkání [1:21]
- Nenávistná II. [1:21]
- Epilog [2:26]

## Texty písní
- http://www.daniel-landa.cz/tvorba/solova-cd/krysar-i/ Archivováno 13. 8. 2016 na Wayback Machine.
- http://www.daniel-landa.cz/tvorba/solova-cd/krysar-ii Archivováno 28. 3. 2016 na Wayback Machine.